# Ermita de la Virgen de los Dolores (Otos)
La ermita de la Virgen de los Dolores es una ermita situada en la entrada del pueblo, en su parte más elevada, en el municipio de Otos. Es Bien de Relevancia Local con identificador número 46.24.185-003.

## Historia
El edificio se construyó a finales del siglo XVIII, pero su aspecto actual es fruto de la remodelación efectuada hacia 1970, en la que entre otras intervenciones se eliminó la vivienda del ermitaño. Hasta los primeros años del siglo XX, cuando fue restaurada, presentaba un estado de abandono tanto en su exterior como interiormente.
A inicios del siglo XXI, está oficialmente sin culto.

## Descripción
Aunque inicialmente se encontraba aislada, a inicios del siglo XXI se dispone en su entorno de espacios recreativos, incluida una pequeña arboleda.
Se trata de un edificio sencillo y austero, cuyos muros laterales están reforzados por contrafuertes. Se cubre con tejado a dos aguas. El acceso a la puerta lo facilitan dos escalones de irregular tamaño. La puerta está adintelada y sobre ella hay una ventana alargada, con arco de medio punto y protegida por una cornisa con tejadillo. En los lados de la fachada ya son visibles dos contrafuertes. Sobre el hastial se alza una sencilla espadaña de un solo claro con su campana.
El interior está cubierto por bóveda de cañón con arcos fajones apoyados sobre pilastras. La decoración pictórica de estilo romántico recuerda a la escuela de Muñoz Degrain. Hay altares laterales poco profundos con diversas imágenes sacras. El presbiterio está levantado sobre  gradas. Albergando un altar y un retablo neoclásico pintados. En una hornacina acristalada se conserva la imagen de la titular.